# Clubhouse Detectives - L'amica reale
CLubhouse Detectives - L'amica reale (Clubhouse Detectives in Search of a Lost Princess) è un film per la televisione del 2002, secondo film della saga iniziata con Mamma, ho visto l'assassino (Clubhouse Detectives) diretto da Eric Hendershot, con protagonista Michael Galeota. Sequel non diretto del precedente capitolo, dando una nuova trilogia e una nuova storia. con protagonisti Jonathan Cronin e Michael Glauser. 
In Italia il film è stato trasmesso su Disney Channel.

## Località delle riprese
Le riprese furono girate interamente negli Utah:
- St. George (Utah)

## La saga
- Mamma, ho visto l'assassino (Clubhouse Detectives), regia di Eric Hendershot (1996)
- Clubhouse Detectives - L'amica reale (Clubhouse Detectives in Search of a Lost Princess), regia di Eric Hendershot (2002)
- Clubhouse Detectives - Scacco al club (Clubhouse Detectives in Big Trouble), regia di Eric Hendershot (2002)
- Clubhouse Detectives - Museo per signora (Clubhouse Detectives in Scavenger Hunt), regia di Eric Hendershot (2003)
- The Boathouse Detectives, regia di Eric Hendershot (2010)